# Sigulok
Sigulok is een bestuurslaag in het regentschap Humbang Hasundutan van de provincie Noord-Sumatra, Indonesië. Sigulok telt 231 inwoners (volkstelling 2010).